# 이승민 (1996년)
이승민(1996년 11월 19일 ~ )는 대한민국의 축구 선수로, 포지션은 라이트백이다. 현재 K리그2 안산 그리너스 FC 소속이다.